# Coimbrão
Coimbrão est une freguesia portugaise située dans le District de Leiria.
Avec une superficie de 54,62 km2 et une population de 1 930 habitants (2001), la paroisse possède une densité de 35,3 hab/km2.